# Michèle
Pour les articles homonymes, voir Michelle.
Singles de Gérard Lenorman
La Ballade des gens heureux
(1975) Gentil dauphin triste
(1976)
Pistes de Drôles de chansons
Sous d'autres latitudes
(8) Et puis lentement
(10)
Michèle est une chanson de Gérard Lenorman parue en 1976 sur l'album Drôles de chansons. Elle est composée par Michel Cywie, sur des paroles de Didier Barbelivien. 
La chanson est sortie au début de 1976 en simple 45 tours, en tant que premier extrait de l'album Drôles de chansons.

## Accueil commercial
En France, Michèle s'est classé durant treize semaines au hit-parade d'Europe 1 de février à mai 1976. Il entre directement en 14e position et progresse jusqu'à atteindre la 1re position du classement pendant la semaine du 28 février 1976.
Le single s'est vendu à plus de 300 000 exemplaires au cours de l'année 1976 en France.

## Liste des titres
45 tours
| No | Titre        | Paroles            | Musique      | Durée |
| -- | ------------ | ------------------ | ------------ | ----- |
| A. | Michèle      | Didier Barbelivien | Michel Cywie | 3:08  |
| B. | Et je t'aime | Nicolas Peyrac     | Guy Narboni  | 3:40  |

## Classements
| Classement (1976)                       | Meilleure position |
| --------------------------------------- | ------------------ |
| Belgique (Wallonie Ultratop 50 Singles) | 5                  |
| Espagne (El Gran Musical)               | 23                 |
| France (SNEP)                           | 5                  |
| France (Hit-Parade Europe 1)            | 1                  |
| Québec (Palmarès francophone)           | 2                  |

| Classement (1976) | Position |
| ----------------- | -------- |
| France (IFOP)     | 27       |

## Historique de sortie
| Pays                 | Date         | Format   | Label       |
| -------------------- | ------------ | -------- | ----------- |
| France,              | février 1976 | 45 tours | CBS Disques |
| Allemagne de l'Ouest | 1976         | 45 tours | CBS         |
| Canada               | 1976         | 45 tours | CBS         |
| Espagne              | 1976         | 45 tours | CBS         |
| Grèce                | 1976         | 45 tours | CBS         |
| Italie               | 1976         | 45 tours | CBS         |
| Pays-Bas             | 1976         | 45 tours | CBS         |

## Reprises et adaptations
Gérard Lenorman a également enregistré la chanson en italien sur des paroles de Vito Pallavicini. Cette version est parue en face B du 45 tours italien sorti en 1976.
Plusieurs artistes ont repris la chanson, dont :
- Zazie en duo avec Alain Souchon en 1999 ;
- Didier Barbelivien, en 2009, pour son album Atelier d'artistes, en 2009 ;
- Grégoire en duo avec Gérard Lenorman, pour l'album Duos de mes chansons, en 2011 ;
- Tony Carreira en duo avec Gérard Lenorman, pour l'album Nos fiançailles, France / Portugal, en 2014.
- Maxime Guyot qui publie une reprise de la chanson le 1er août 2022[10].